# پرگو (کومونه)
پرگو (به ایتالیایی: Perego) یک کومونه در ایتالیا است که در استان لکو واقع شده‌است.

## خصوصیات
پرگو ۴٫۳ کیلومترمربع مساحت و ۱٬۶۰۸ نفر جمعیت دارد.